# El Zorro
Pour les articles homonymes, voir Zorro (homonymie).
El Zorro (en espagnol, « Le renard ») un projet musical de timba cofondé en 1995 par le musicien, compositeur et arrangeur suisse Martin Richard Lehner et le tromboniste Gustavo Carlos Duran Anaya "El Buda" (ex membre de Sur Caribe et de l'orchestre d'Elio Reve) après leur rencontre (transformée en amitié) dans une rue de Santiago de Cuba. La chanson éponyme El Zorro qui figure sur leur second album Volando évoque cette rencontre et la formation du projet...
Parmi les chanteurs invités au projet : Mayito Rivera (Los Van Van), Osdalgia (Bamboleo), Ángel Bonne (Los Van Van, Pupy y los que Son Son), Roberto Pulido (Charanga Forever)...
Martin Lehner a étudié le jazz à l'école suisse de jazz de Berne, le trombone au conservatoire de Winterthour, puis la musique cubaine à Cuba. Il est depuis professeur de trombone et de théorie musicale à la Jazzschool et à l'université de Zurich et directeur du département de jazz du « Zurich Conservatory Classical and Jazz »".

## Discographie
- 2003 : La Vida Entera (Bembe)

1. El Borracho (Le saoul)
2. La Vida Entera (La vie entière)
3. La Bomba Soy Yo (Je suis la bomba)
4. El Cha Cha (Le Cha-cha-cha)
5. Del Amor ((Au sujet) de l'Amour)
6. El Tiburon (Le Requin)
7. Perdoname (Pardonne-moi)
8. La Princesa (La princesse)
9. Recuerdos (Souvenirs)
10. Te Quiero Mucho (Je t'aime beaucoup)
11. La Princesa - (remix, titre bonus)

- 2005 : Somos Hermanos (Pimienta/Universal Music)

1. Somos Hermanos (Timba) (Nous sommes frères)
2. Hermana Mia (Salsa romantica) (Ma sœur)
3. Suda Que Suda (Salsa / Hip Hop) (Transpire, ça transpire)
4. De Todo Mi Corazón (Pop / Cha-cha-cha) (De tout mon cœur)
5. Oh La Habana (Salsa / Rock) (Oh La Havane)
6. Mi Corazón (Bolero) (Mon cœur)
7. Gozalo (Timba) (Savoure-le)
8. La Casa De Mi Abuela (Danzón) (La Maison de ma gran-mère)
9. Me Gustaría (Salsa / Soca)  (J'aimerai)
10. Sobernaturalo (Salsa romantica) (Surnaturel)
11. Frio, Frio (Timba) (Froid, froid)

- 2007 : Volando (Envidia)

1. Volando (guaguanco/timba) - avec Mayito Rivera (En volant)
2. Lloro (salsa romantica) - avec Osdalgia (J'ai pleuré)
3. Para! (merentimba) - avec Angel Bonne (Arrête !)
4. Lo Que Es El Amor (salsa romantica) - avec Roberto Pulido Gonzales (Ce qu'est l'Amour)
5. Te Lo Juro (boléro) - avec Mayito Rivera (Je te le jure)
6. Maria (timba) - avec Nelson Manuel
7. Un Abrazo Tuyo (guajira/reggae) - avec Nelson Manuel (Pris dans tes bras)
8. Te Fuiste (timba) - avec Mayito Rivera (Tu es partie)
9. Toma La Ola (hiphop/salsa) - avec Fernando Montoya Acosta et Izmet Gonzales Ynsua (Prends la vague)
10. Te Doy Mi Mano (timba) - avec Angel Bonne (Je te donne ma main)
11. Relajate (pop/cha-cha-cha) - avec Nelson Manuel (Relaxe-toi)
12. El Zorro (timba)- avec Osdalgia
13. Reunion (reggaeton remix)

- 2008 : Ay, Como Me Sube (Envidia)

1. Cuarenta Y Seis (timba) (Quarante Six)
2. El Fenómeno (funkytimba) (Le Phénomène)
3. Cumpleaños (timba) (Anniversaire)
4. Sabes Que (boléro) (Tu sais quoi ?)
5. El Sapo (merentimba) (Le crapaud)
6. Mi Tierra (cha-cha-cha) (Ma Terre)
7. Ay, Como Me Sube (funkytimba) (Aïe, comme ça monte !)
8. La Rumba Te Llama (guaguanco/timba) (La Rumba t'appelle)
9. Yo Le Canto A La Amistad (timba) (Je chante à l'Amitié)
10. Noche En Blanco (balada) (Nuit blanche)
11. Llegó, Llegó (funkytimba) (J'arrive, j'arrive !)
12. Ay, Como Me Sube (remix)

- 2010 : Sin Compromiso

1. Mata La Rata (guaguanco-funk)
2. Farandulera (reggae)
3. Sin Compromiso (timba-funk)
4. Otra Vez (ballad)
5. Aleluya (timba-funk)
6. Nunca (timba-pop)
7. Eschúchenme (ballad)
8. Todas Las Estrellas (afro cuban-pop)
9. Mira Como Ando (timba-funk)
10. Noviembre (timba-swing)
11. H2O (timba)
12. Mambo Como No (mambo)
13. Culo Gordo (rock-reggaeton)